# Gilletiodendron glandulosum
Gilletiodendron glandulosum là một loài rau đậu thuộc họ Fabaceae.
Loài này chỉ có ở Mali.
Chúng hiện đang bị đe dọa vì mất môi trường sống.